# Medusafissurella dubia
Medusafissurella dubia là một loài ốc biển, là động vật thân mềm chân bụng sống ở biển thuộc họ Fissurellidae.

## Miêu tả
Loài này có kích thước giữa 16 mm and 36 mm

## Phân bố
Chúng phân bố ở Indian Ocean along Kenya, Madagascar and Nam Phi.

## Hình ảnh

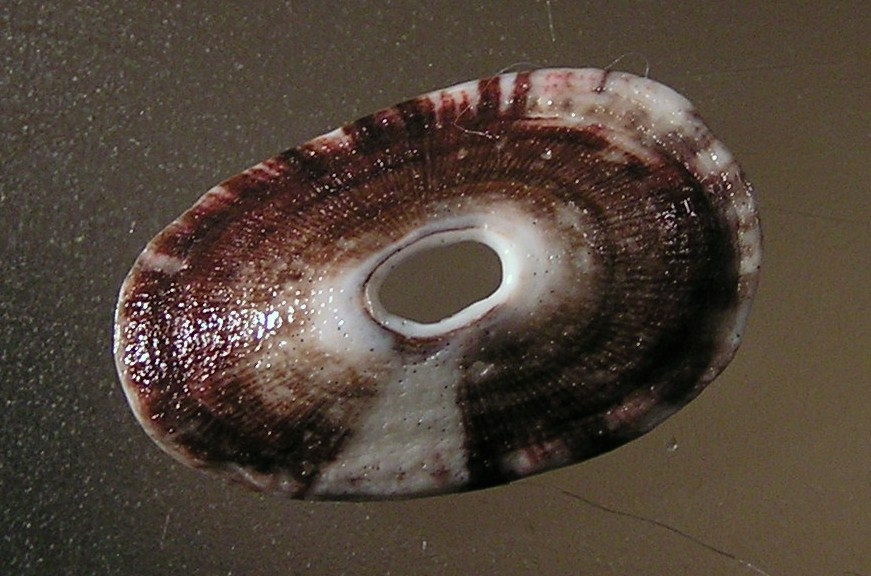